# Morella vera
La morella vera, morella negra, solatre, herba mora, pebre d'ase i tomaca borda (Solanum nigrum) és una planta herbàcia de la família de les solanàcies d'origen sud-americà i emparentada amb l'albergínia (Solanum melongena) i el tomàquet (Solanum lycopersicum) que actualment creix pràcticament a tot el món.
Segons el terreny i les condicions de nutrició, pot arribar a ser molt tòxica, ja que conté elevades concentracions de solanina, un alcaloide que la planta empra com a defensa contra els depredadors i que s'acumula a les parts verdes de la planta. Malgrat això, té un cert ús en fitoteràpia.

## Morfologia
S. nigrum és una herba lleugerament pubescent de fins a 50 cm d'alçada, amb fulles grans, alternes i peciolades, amb limbe ovoide més o menys sinuós, i inflorescències formades per 3 a 6 flors hermafrodites d'entre 5 i 7 mil·límetres; aquestes s'agrupen en cimes pedunculades, amb pètals blancs que sobrepassen les anteres grogues molt destacades. El calze té 5 sèpals. Les flors són menudes i pot arribar a no poder distingir-les a ull nu. Els fruits són baies d'1 cm de diàmetre; verds quan són immadurs (amb grans quantitats de solanina) i es tornen negres quan maduren.

## Principis actius
- Alcaloides: Solanina, solasonina, solanigrina, solamargina, asparagina
- Tanins
- Saponines
- Àcid nítric
- Nitrats

## Ús medicinal
Les solanines resulten molt tòxiques, igual que altres alcaloides (xaconina i solasodina) presents en el fruit i les fulles de la planta. L'enverinament produeix vòmits, dolor estomacal, sopor, augment de temperatura i en casos extrems, paràlisis i finalment la mort per fallida cardíaca. La concentració de solanina depèn del grau de maduresa (en els fruits), del terreny de cultiu i de les condicions nutricionals de la planta. El seu valor tòxic fa que la infusió s'usi a vegades com insecticida per protegir els cultius, en especial en combinació amb el bacteri Agrobacterium tumefaciens.
En medicina popular, les fulles o la infusió en fred s'usa com a sedant, antiinflamatori, antipirètic i purgant; la sobredosi, però, pot ser fatal.
Donat que la cocció destrueix la solanina, els fruits madurs s'usen ocasionalment en melmelades i conserves.

## Toxicitat
Molt alta. Les intoxicacions es produeixen per ingestió de baies verdes especialment en els nens, pels quals resulten molt atractives. La ingestió d'uns 6 fruits per part d'un nen pot resultar mortal. La toxicitat dels fruits en alguns períodes de l'any pot doblar la de la Solanum dulcamara o dolçamara. Els alcaloides continguts en aquests resulten molt tòxics produint lesions en l'aparell digestiu i en els pulmons. Una ingestió elevada pot produir necrosi en el fetge o edemes en els pulmons.
Quant als fruits, resulten molt més perillosos abans de madurar que és quan presenten una dosi més elevada de solanina. S'han produït intoxicacions alimentàries a partir de menjar fruits de morella vera. Té molta semblança amb els pèsols, per tant, la toxicitat per ingestió accidental és la més comuna.
Els símptomes són: dolors de panxa, salivació, diarrea i problemes hepàtics. En dosis elevades, disminueix el pols, dificulta la respiració, convulsions, aturada cardiorespiratòria, mort.